# Holger Strutwolf
Holger Strutwolf (* 1960 in Esens) ist ein deutscher evangelischer Kirchenhistoriker.

## Leben
Nach dem Abitur 1980 in Wilhelmshaven studierte er evangelische Theologie in Bethel (Bielefeld) und Heidelberg. Er legte 1988 das erste theologische Examen (Evangelisch-Lutherische Kirche in Oldenburg) und den Magister der Theologie an der Universität Heidelberg ab. Nach der Promotion 1991 in Heidelberg war er von 1991 bis 1997 wissenschaftlicher Mitarbeiter am Institut für Neutestamentliche Textforschung der Universität Münster. Nach der Habilitation 1997 in Münster war er von 1998 bis 2001 Vikar der Evangelischen Kirche der Pfalz. Von 2002 bis 2004 war er Pfarrer z. A. Seit 2004 lehrt er als Lehrstuhlinhaber für Patristik und Neutestamentliche Textforschung und Direktor des Instituts für Neutestamentliche Textforschung und des Bibelmuseums.
Seine Forschungs- und Interessenschwerpunkte sind neutestamentliche Textforschung, alte Kirchengeschichte (Gnosis, Origenes, Eusebius von Caesarea) und Theologie und Philosophie der Antike.

## Schriften (Auswahl)
- Gnosis als System. Zur Rezeption der valentinianischen Gnosis bei Origenes (= Forschungen zur Kirchen- und Dogmengeschichte. Band 56). Vandenhoeck und Ruprecht, Göttingen 1993, ISBN 3-525-55164-9 (zugleich Dissertation, Heidelberg 1991).
- Die Trinitätstheologie und Christologie des Euseb von Caesarea. Eine dogmengeschichtliche Untersuchung seiner Platonismusrezeption und Wirkungsgeschichte (= Forschungen zur Kirchen- und Dogmengeschichte. Band 56). Vandenhoeck und Ruprecht, Göttingen 1999, ISBN 3-525-55180-0 (zugleich Habilitationsschrift, Heidelberg 1997).
- als Herausgeber mit Klaus Wachtel: Parallelperikopen. Sonderband zu den synoptischen Evangelien (= Novum Testamentum Graecum).  Deutsche Bibelgesellschaft, Stuttgart 2011, ISBN 978-3-438-05608-5.
- als Herausgeber mit Georg Gäbel, Annette Hüffmeier, Gerd Mink und Klaus Wachtel: The acts of the apostles = Die Apostelgeschichte (= Novum Testamentum Graecum. Band 3).  Deutsche Bibelgesellschaft, Stuttgart 2017.
  - Part 1. Text Chapter 1–14, ISBN 3-438-05609-7.
  - Part 1. Text Chapter 15–28, ISBN 3-438-05610-0.
  - Part 2. Supplementary material, ISBN 3-438-05612-7.
  - Part 3. Studies, ISBN 3-438-05613-5.